# Mount Olive (comté de Jefferson, Alabama)
Mount Olive est un census-designated place situé dans l’État américain de l'Alabama, dans le comté de Jefferson.

## Démographie
| 2000  | 2010  | - | - | - | - |
| ----- | ----- | - | - | - | - |
| 3 957 | 4 450 | - | - | - | - |